# Cattedrale di San Pietro apostolo (Senigallia)
La chiesa San Pietro apostolo è il duomo di Senigallia, e cattedrale della diocesi omonima.

## Storia
L'attuale cattedrale, la quinta in ordine di tempo, fu costruita, su progetto dell'architetto Paolo Posi su una preesistente chiesa dei Gesuiti, alla fine del settecento, fra il 1762 ed il 1790, anno della sua consacrazione avvenuta il 4 luglio. La facciata invece risale alla seconda metà del XIX secolo, e fu voluta e finanziata da papa Pio IX, originario di Senigallia, su progetto di Augusto Innocenti.
L'edificio subì diversi restauri in due secoli di vita, a causa dei terremoti che devastarono la zona: si ricordano in particolare quelli del 1836, del 1930 e l'ultimo, quello del 1997, che ha costretto alla chiusura della cattedrale per cinque anni.

## Descrizione
L'interno ha pianta a croce latina, con tre navate suddivise da pilastri, e con cupola. Tra le opere conservate nella chiesa, si ricordano in particolare quelle del Manierismo italiano di Federico Barocci (Riposo durante la fuga in Egitto), Ercole Ramazzani (Madonna della Speranza), Domenico Corvi (San Paolino e Santa Maria Maddalena) e Alessandro Tiarini (Assunta). Nella navata centrale è presente una maestosa statua in bronzo raffigurante Pio IX.
Nella sagrestia si trova un sarcofago del VI secolo, detto sarcofago di san Gaudenzio; di autore ignoto, nei quattro spigoli del coperchio sono raffigurati i simboli degli evangelisti (l'angelo di Matteo, il leone di Marco, l'aquila di Giovanni e il bue di Luca) mentre un'iscrizione riferisce che Sigismondo, vescovo di Senigallia, vi pose nel 590 le reliquie di San Gaudenzio, trafugate poi nel 1520 e portate a Ostra.
Altro punto di interesse della cattedrale è la cappella ellittica intitolata alla Madonna della Speranza, creata dall'architetto Giuseppe Ferroni: aperta il 29 aprile 1838, all'esterno è caratterizzata da otto colonne corinzie realizzate in diaspro siciliano e con la base in marmo giallo, mentre all'interno si può ammirare la Madonna della Speranza, copia o restauro di una tela eseguita nel 1578 da Ercole Ramazzani.
Nella cantoria di destra in presbiterio è presente un organo a canne realizzato nel 1906 dal celebre Carlo Vegezzi Bossi (2 manuali, 20 registri, trasmissione pneumatico-tubolare).
Nel 1931, vennero compiuti ulteriori lavori di decorazione, tra i quali si ricordano gli affreschi di Giovanni Marchini. Infine, il 13 aprile 1932 Pio XI elevò la cattedrale a basilica minore.